# Lofoten
Lofoten (phát âm tiếng Na Uy: [ˈlùːfuːtn̩]) là một quần đảo và khu vực truyền thống thuộc hạt Nordland, Na Uy. Quần đảo có phong cảnh đặc biệt với những ngọn núi và đỉnh núi hùng vĩ, biển mở, vịnh kín và những vùng đất hoang sơ. Quần đảo có hai thị trấn Svolvær và Leknes. Leknes là thị trấn đông dân nhất của quần đảo nằm cách vòng Bắc Cực khoảng 169 km (105 mi) về phía bắc, và cách Bắc Cực khoảng 2.420 km (1.500 mi). Đây là một trong những khu vực dị thường khi là nơi có nhiệt độ cao nhất thế giới so với các khu vực khác cùng vĩ độ.

## Tên nguyên
Lofoten (tiếng Bắc Âu cổ: Lófótr) ban đầu là tên của hòn đảo Vestvågøya. Các thành tố ló (i.e., "Linh miêu") và fótr trong tiếng Bắc Âu (tức là "chân") vì hình dạng của hòn đảo phải được so sánh với chân của linh miêu. Tên gọi cũ của hòn đảo lân cận Flakstadøya là Vargfót nghĩa là " chân sói", từ vargr có nghĩa là "sói". Ngoài ra, nó có thể bắt nguồn từ từ chỉ ánh sáng liên quan đến sự hiện diện của cực quang vì bản thân từ ánh sáng là gốc của từ Bắc Âu cổ cho từ lóa có nghĩa là linh miêu, mặc dù bằng chứng sớm nhất cho thấy Lófótr đầu tiên là tên của đảo Vestvågøy và chỉ sau đó mới trở thành tên của chuỗi các đảo.

## Lịch sử
Có bằng chứng về việc định cư của con người kéo dài ít nhất 11.000 năm tại Lofoten và các địa điểm khảo cổ sớm nhất được tìm thấy  có niên đại khoảng 5.500 năm tuổi, thuộc giai đoạn chuyển tiếp sang thời đại đồ đá muộn. Các địa điểm canh tác, chăn nuôi và cư trú quan trọng của con người thời đại đồ sắt có thể bắt nguồn từ năm 250 TCN.}}
Vågan (tiếng Bắc Âu là Vágar) là thị trấn đầu tiên được biết đến ở miền Bắc Na Uy. Nó tồn tại vào đầu thời kỳ Viking hoặc có thể sớm hơn và nằm trên bờ biển phía nam ở phía đông Lofoten, gần ngôi làng Kabelvåg, thuộc đô thị Vågan ngày nay. Bảo tàng Lofotr Viking với ngôi nhà dài 83 mét được tái tạo lại nằm gần Borg trên đảo Vestvågøy, nơi có nhiều phát hiện khảo cổ học thời đại đồ sắt và Viking.
Quần đảo có hơn 1.000 năm là trung tâm của nghề đánh bắt cá tuyết, đặc biệt là vào mùa đông, khi các đàn cá tuyết di chuyển từ biển Barents xuống phía nam và tập trung ở Lofoten để đẻ trứng. Bergen ở tây nam Na Uy trong một thời gian dài là trung tâm xuất khẩu cá tuyết xa hơn về phía nam tới các khu vực khác của châu Âu, đặc biệt là khi thương mại bị Liên minh Hanse kiểm soát. Ở các vùng đất thấp, đặc biệt là Vestvågøy, nông nghiệp đóng một vai trò quan trọng, như vai trò của nó từ thời kỳ đồ đồng.
Tháng 3 năm 1941, quần đảo đã hứng chịu đợt không kích của biệt kích Anh trong Chiến dịch Claymore, và sau đó là một cuộc tấn công trong Cuộc đột kích Måløy diễn ra vào tháng 12 cùng năm.